# رجوع الرماد (تاريخ فرنسا)

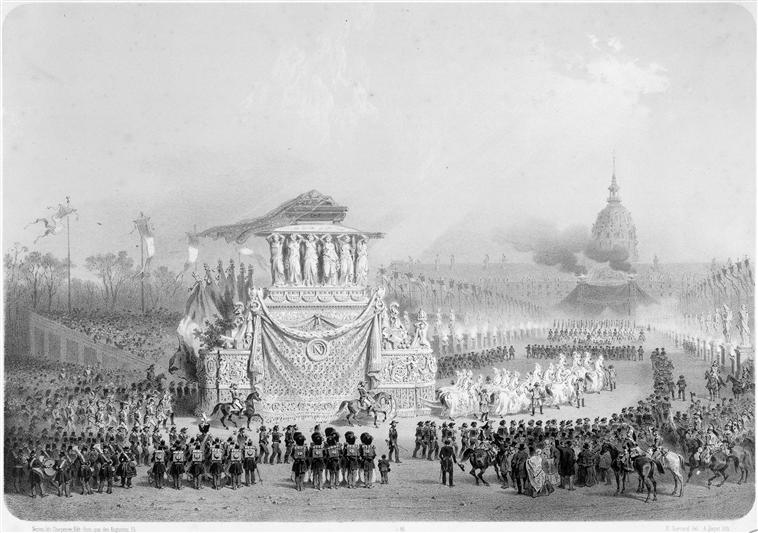
Le char funèbre de Napoléon se dirige vers les Invalides, d'après Adolphe Jean-Baptiste Bayot et Eugène Charles François Guérard. Musée de l'Armée، باريس.

في سياق تاريخ فرنسا، يشير مصطلح رجوع الرماد (بالفرنسية: Retour des cendres)‏ إلى اليوم الذي أظهرت فيه جثة نابليون في جزيرة سانت هيلين ثم أعيد دفنها في باريس في فرنسا ، بالتحديد في قصر معطوبي الحرب.